# Maulvi Bazar (distrito)
Maulvi Bazar (মৌলভীবাজার, em bengali) é o distrito sede da divisão de Sylhet, ao sul do Bangladesh. A principal cidade é Maulvibazar.

## Geografia
O distrito possui uma área total de 2799,39 km².